# Laura Carolina González Rodríguez
Laura Carolina González Rodríguez (10 de junio de 1999; Bogotá, Colombia) es una deportista colombiana que compite en natación adaptada. Medallista paraolimpica de bronce en los Juegos Paralímpicos de Tokio 2020 en la prueba de 100m mariposa (clase S8).

## Palmarés internacional
| Juegos Paralímpicos | Juegos Paralímpicos | Juegos Paralímpicos | Juegos Paralímpicos |
| Año                 | Lugar               | Medalla             | Prueba              |
| ------------------- | ------------------- | ------------------- | ------------------- |
| 2020                | Tokio (Japón)       | Medalla de bronce   | 100 m mariposa S8   |